# Jerome Ramatlhakwane
Jerome Ramatlhakwane, född 29 oktober 1985 i Lobatse, är en före detta botswansk fotbollsspelare.  
Internationellt gjorde Ramatlhakwane sin debut för Botswanas herrlandslag i fotboll år 2006 och han har sedan dess spelat 29 matcher och gjort 9 mål. I kvalet till det afrikanska mästerskapet i fotboll för herrar 2012, i vilket Botswana vann sin kvalgrupp och blev klara för mästerskapet, gjorde Ramatlhakwane 5 mål och kom tvåa i kvalets skytteliga. 